# Stake
Stake é um cassino online que é operado pela Medium Rare NV, uma empresa incorporada em Curaçau, onde detém uma licença de cassino online. É uma empresa global com escritórios na Sérvia, Austrália, Chipre e equipe em todo o mundo.
A Stake oferece jogos de cassino tradicionais (como caça-níqueis, blackjack e roleta) e apostas esportivas. Oferece transmissões de vídeo com dealers ao vivo.

## História
Em 2016, Ed Craven e Bijan Tehrani fundaram a Easygo, uma empresa que desenvolvia jogos para cassinos online. Os dois ajudaram a criar a Stake, fundado em 2017. Em dezembro de 2021, a Stake foi lançado no Reino Unido em parceria com a TGP Europe.

## Patrocínios
A Stake investiu em acordos de patrocínio em vários esportes, incluindo o lutador do UFC, Israel Adesanya; times de futebol ingleses como o Gillingham, o Watford e o Everton; o futebolista argentino Sergio Agüero; o piloto reserva de Fórmula 1, Pietro Fittipaldi e, seu irmão, o piloto de Fórmula 2, Enzo Fittipaldi; o músico canadense Drake e a luta de boxe Gennady Golovkin x Ryōta Murata.

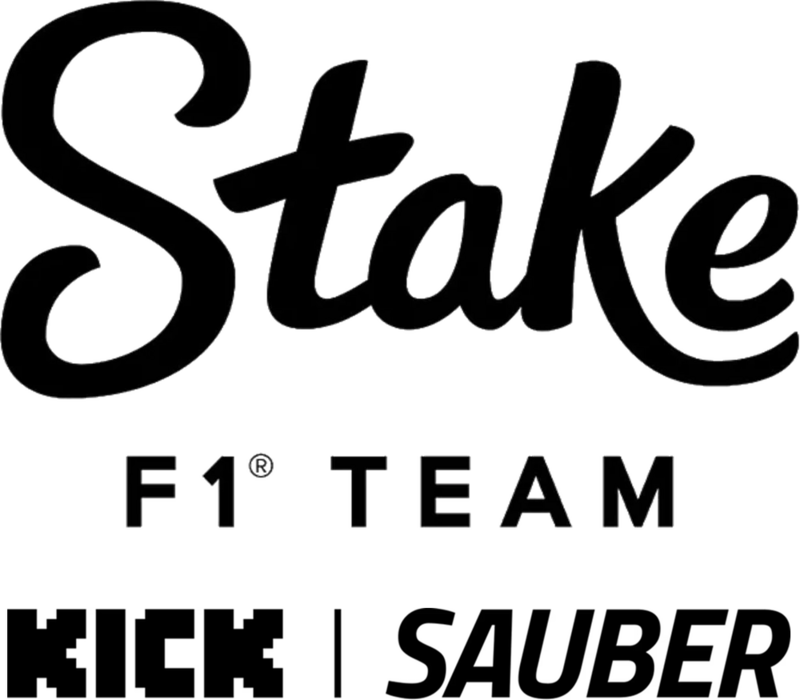
Logotipo da equipe Stake F1 Team Kick Sauber na Fórmula 1

Em janeiro de 2023, a equipe de Fórmula 1 da Alfa Romeo anunciou que a Stake seria seu patrocinador titular para a temporada da categoria máxima do automobilismo mundial de 2023, em um contrato de múltiplos anos, com a equipe renomeada para "Alfa Romeo F1 Team Stake".
O acordo de patrocínio continuou com a Sauber após a saída de Alfa Romeo da Fórmula 1 no final da temporada de 2023. A equipe participa das temporadas de 2024 e 2025 como "Stake F1 Team Kick Sauber".